# Antônio Augusto Cardoso de Castro

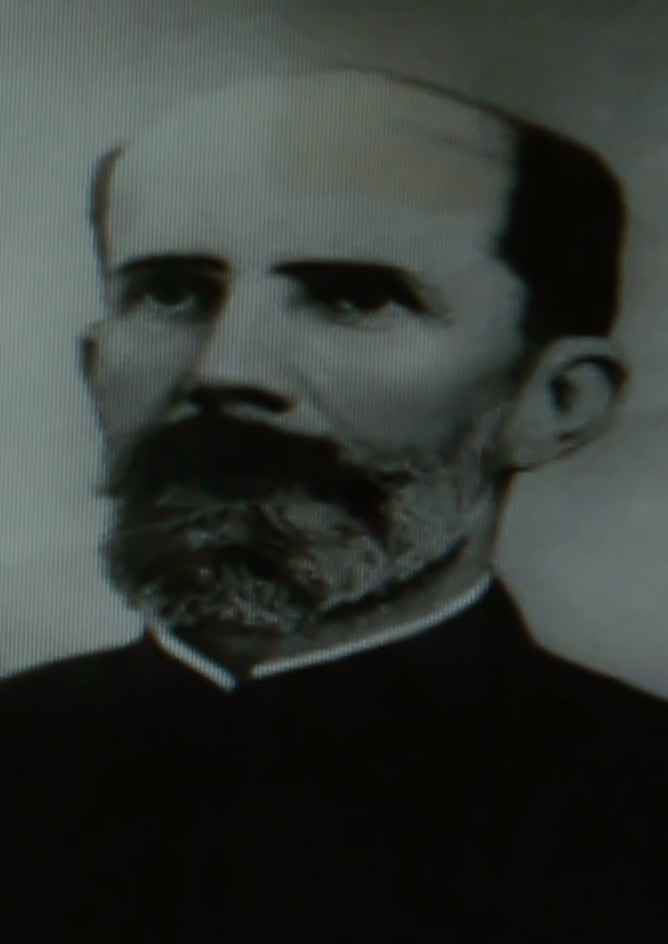
Antônio Cardoso de Castro.

Antônio Augusto Cardoso de Castro (Salvador, 8 de setembro de 1860 – Rio de Janeiro, 26 de outubro de 1911) foi um advogado brasileiro, exercendo atividades notórias no governo.
Era filho de Antônio Joaquim Cardoso de Castro e Maria Vírginia Cardoso de Castro e bacharelou-se em 1883 pela Faculdade de Direito do Recife, em Ciências Jurídicas e Sociais.
Exerceu os cargos de Professor de retórica do curso anexo à Faculdade de Direito do Recife (1884), delegado de Polícia em Salvador (1885), promotor público em Jaboatão dos Guararapes, (1885 a 1889), auditor de Guerra na Capital Federal (1891 a 1893); ministro do Supremo Tribunal Militar (1893) e chefe de Polícia do Distrito Federal (no Rio de Janeiro), por decreto de 15 de novembro de 1902.
Como chefe de Polícia do Distrito Federal propôs a criação da Guarda Civil do Distrito Federal, corporação de policiais uniformizados da Polícia Civil, a semelhança dos "gardiens de la paix", da Polícia Nacional da França, unidade extinta em 1967 pela ditadura militar.
Foi nomeado ministro do Supremo Tribunal Federal, em 1905, na vaga de Bernardino Ferreira da Silva.
Faleceu na cidade do Rio de Janeiro em 26 de Outubro de 1911, quando exercia o cargo de procurador-geral da República.  Dotado de grande cultura jurídica, exerceu com relevo todos os cargos na vida pública.